# Lantana hodgei
Lantana hodgei là một loài thực vật có hoa trong họ Cỏ roi ngựa. Loài này được R.W.Sanders mô tả khoa học đầu tiên năm 1987.